# Рогачовська провінція
Рогачо́вська прові́нція (рос. Рогачёвская провинция) — адміністративно-територіальна одиниця в 1772–1775 роках у Могильовській губернії. Центр — місто Рогачов.

## Адміністративно-територіальний поділ
Рогачовська провінція утворена була у 1772 р. на землях, що відійшли до Російської імперії в результаті Першого поділу Речі Посполитої. До складу провінції ввійшли Білицький і Рогачевський повіти. Провінція управлялася воєводою.
До 1-го поділу Річі Посполитої центр даної адміністративної одиниці перебував у складі Рогачевського староства Речицького повіту Мінського воєводства Великого Князівства Литовського провінції Річі Посполитій.
У листопаді 1775 р. розподіл губерній на провінції був скасований.